# Низовська (Ленінградська область)
Низовська (рос. Низовская) — присілок у Лузькому районі Ленінградської області Російської Федерації.
Населення становить 390 осіб. Належить до муніципального утворення Мшинське сільське поселення.

## Історія
Згідно із законом від 28 вересня 2004 року № 65-оз належить до муніципального утворення Мшинське сільське поселення.

## Населення
| 1997 | 2007 | 2010 |
| ---- | ---- | ---- |
| 417  | ↘368 | ↗390 |